# Косс Корнелий Лентул (консул 1 года до н. э.)
Косс Корнелий Лентул (лат. Cossus Cornelius Lentulus) (около 35 года до н. э. — 36 год) — римский военный и политический деятель, консул 1 года до н. э.
Денарий Октавиана Августа, выпущенный монетарием Коссом Корнелием Лентулом
Косс Корнелий Лентул — сын Гнея Корнелия Лентула, квестора около 29 года до н. э.
Косс Корнелий Лентул был членом коллегии квиндецемвиров священнодействий.
В 12 году до н. э. Косс Корнелий Лентул — монетарий, в 1 году до н. э. — ординарный консул, в 5—6 годах н. э. — проконсул Африки.
Во время управления этой провинцией в Сирте одержал победу над кочевыми племенами гетулов и мусуламиев, за что удостоен триумфа и права дать сыну агномен «Гетулик» (лат. Gaetulicus).
В 31 году внёс предложение в сенат, согласно которому наместникам провинций, магистратам и лицам, отсутствующим в это время по государственным делам, запрещалось предъявлять обвинения в преступлениях, которые были совершены до вступления в должность; предложение было принято, благодаря чему обвинённый Луцием Элием Сеяном наместник Испании Луций Аррунций (консул в 6 году) был оправдан.
Начиная с 33 года Косс Корнелий Лентул — префект города.
Косс Корнелий Лентул имел неумеренное пристрастие к вину, но, несмотря на это, считался скромным, степенным человеком и пользовался доверием императора Тиберия.
Косс Корнелий Лентул умер около 36 года.